# Rússia nos Jogos Olímpicos de Inverno de 2006
A Rússia mandou 190 competidores que disputaram todas as quinze modalidades nos Jogos Olímpicos de Inverno de 2006, em Turim, na Itália. A delegação conquistou 22 medalhas no total, sendo oito de ouro, seis de prata e oito de bronze.
A biatleta Svetlana Ishmuratova foi a atleta russa com mais medalhas de ouro (duas). A patinação artística é o esporte que deu mais medalhas de ouro, três no total, e o esqui cross-country foi o esporte que deu mais medalhas no total, sete, sendo duas de ouro, duas de prata e três de bronze. Os russos também conquistaram medalhas no bobsleigh, luge e patinação de velocidade.

## Medalhas
| Atleta                                                                                         | Esporte                 | Evento                           | Medalha |
| ---------------------------------------------------------------------------------------------- | ----------------------- | -------------------------------- | ------- |
| Svetlana Ishmuratova                                                                           | Biatlo                  | Individual feminino              | Ouro    |
| Albina Akhatova Anna Bogaliy Svetlana Ishmuratova Olga Zaitseva                                | Biatlo                  | Revezamento feminino             | Ouro    |
| Yevgeny Dementyev                                                                              | Esqui cross-country     | Perseguição combinada masculina  | Ouro    |
| Natalia Baranova-Masolkina Larisa Kurkina Julija Tchepalova Evgenia Medvedeva-Arbuzova         | Esqui cross-country     | Revezamento feminino             | Ouro    |
| Evgeni Plushenko                                                                               | Patinação artística     | Individual masculino             | Ouro    |
| Tatiana Totmianina Maxim Marinin                                                               | Patinação artística     | Duplas                           | Ouro    |
| Tatiana Navka Roman Kostomarov                                                                 | Patinação artística     | Dança no gelo                    | Ouro    |
| Svetlana Zhurova                                                                               | Patinação de velocidade | 500 m feminino                   | Ouro    |
| Sergey Chepikov Nikolay Kruglov, Jr. Pavel Rostovtsev Ivan Tcherezov                           | Biatlo                  | Revezamento masculino            | Prata   |
| Alexandre Zoubkov Philippe Egorov Alexei Seliverstov Alexey Voevoda                            | Bobsleigh               | Equipes masculinas               | Prata   |
| Eugeni Dementiev                                                                               | Esqui cross-country     | Largada coletiva masculina       | Prata   |
| Julija Tchepalova                                                                              | Esqui cross-country     | Largada coletiva feminina        | Prata   |
| Albert Demtschenko                                                                             | Luge                    | Individual masculino             | Prata   |
| Dmitry Dorofeev                                                                                | Patinação de velocidade | 500 m masculino                  | Prata   |
| Albina Akhatova                                                                                | Biatlo                  | Individual feminino              | Bronze  |
| Albina Akhatova                                                                                | Biatlo                  | Perseguição feminino             | Bronze  |
| Yevgeniya Medvedeva-Arbuzova                                                                   | Esqui cross-country     | Perseguição combinada feminina   | Bronze  |
| Alena Sidko                                                                                    | Esqui cross-country     | Velocidade individual feminino   | Bronze  |
| Ivan Alypov Vassili Rotchev                                                                    | Esqui cross-country     | Velocidade por equipes masculino | Bronze  |
| Vladimir Lebedev                                                                               | Esqui estilo livre      | Aerials masculino                | Bronze  |
| Irina Slutskaya                                                                                | Patinação artística     | Individual feminino              | Bronze  |
| Yekaterina Abramova Varvara Barysheva Yekaterina Lobysheva Galina Likhachova Svetlana Vysokova | Patinação de velocidade | Perseguição por equipes feminino | Bronze  |

## Desempenho

### Biatlo
| Atleta                                                               | Evento                     | Final     | Final | Final             |
| Atleta                                                               | Evento                     | Tempo     | Pen.  | Pos.              |
| -------------------------------------------------------------------- | -------------------------- | --------- | ----- | ----------------- |
| Albina Akhatova                                                      | Velocidade feminino        | 22:40.2   | 0     | 4                 |
| Albina Akhatova                                                      | Perseguição feminino       | 38:05.04  | 1     | Medalha de bronze |
| Albina Akhatova                                                      | Largada coletiva feminina  | 42:19.5   | 2     | 9                 |
| Albina Akhatova                                                      | Individual feminino        | 50:55.0   | 2     | Medalha de bronze |
| Anna Bogaliy-Titovets                                                | Individual feminino        | 55:18.4   | 5     | 35                |
| Natalia Guseva                                                       | Largada coletiva feminina  | 44:55.1   | 5     | 24                |
| Svetlana Ishmouratova                                                | Velocidade feminino        | 23:10.3   | 1     | 10                |
| Svetlana Ishmouratova                                                | Perseguição feminino       | 38:29.09  | 3     | 4                 |
| Svetlana Ishmouratova                                                | Largada coletiva feminina  | 42:33.5   | 4     | 12                |
| Svetlana Ishmouratova                                                | Velocidade feminino        | 49:24.1   | 1     | Medalha de ouro   |
| Nikolay Kruglov Jr.                                                  | Velocidade masculino       | 28:05.2   | 1     | 21                |
| Nikolay Kruglov Jr.                                                  | Perseguição masculino      | 37:18.90  | 1     | 11                |
| Nikolay Kruglov Jr.                                                  | Largada coletiva masculina | 49:20.1   | 2     | 21                |
| Olga Pyleva                                                          | Velocidade feminino        | DNS       | DNS   | DNS               |
| Olga Pyleva                                                          | Individual feminino        | DSQ       | DSQ   | DSQ               |
| Pavel Rostovtsev                                                     | Velocidade masculino       | 56:47.2   | 2     | 13                |
| Sergei Rozhkov                                                       | Largada coletiva masculina | 49:09.7   | 2     | 20                |
| Sergei Tchepikov                                                     | Velocidade masculino       | 28:08.1   | 1     | 23                |
| Sergei Tchepikov                                                     | Perseguição masculino      | DNS       | DNS   | DNS               |
| Sergei Tchepikov                                                     | Largada coletiva masculina | 47:59.1   | 0     | 5                 |
| Sergei Tchepikov                                                     | Velocidade masculino       | 55:32.7   | 1     | 4                 |
| Ivan Tcherezov                                                       | Velocidade masculino       | 27:09.0   | 0     | 5                 |
| Ivan Tcherezov                                                       | Perseguição masculino      | 37:29.77  | 3     | 15                |
| Ivan Tcherezov                                                       | Velocidade masculino       | 56:05.7   | 2     | 8                 |
| Maxim Tchoudov                                                       | Velocidade masculino       | 27:20.5   | 0     | 9                 |
| Maxim Tchoudov                                                       | Perseguição masculino      | 36:41.41  | 4     | 9                 |
| Maxim Tchoudov                                                       | Largada coletiva masculina | 48:40.2   | 4     | 15                |
| Maxim Tchoudov                                                       | Velocidade masculino       | 59:12.0   | 5     | 32                |
| Olga Zaitseva                                                        | Velocidade feminino        | 23:05.8   | 0     | 9                 |
| Olga Zaitseva                                                        | Perseguição feminino       | 40:49.03  | 5     | 19                |
| Olga Zaitseva                                                        | Largada coletiva feminina  | 42:58.3   | 1     | 15                |
| Ivan Tcherezov Sergei Tchepikov Pavel Rostovtsev Nikolay Kruglov Jr. | Revezamento masculino      | 1:22:12.4 | 6     | Medalha de prata  |
| Anna Bogaliy Svetlana Ishmouratova Olga Zaitseva Albina Akhatova     | Revezamento feminino       | 1:16:12.5 | 2     | Medalha de ouro   |

### Bobsleigh
| Atleta                                                              | Evento             | Final      | Final      | Final      | Final      | Final   | Final            |
| Atleta                                                              | Evento             | 1ª corrida | 2ª corrida | 3ª corrida | 4ª corrida | Total   | Pos.             |
| ------------------------------------------------------------------- | ------------------ | ---------- | ---------- | ---------- | ---------- | ------- | ---------------- |
| Evgeny Popov Roman Oreshnikov                                       | Duplas masculinas  | 56.56      | 56.50      | 56.98      | 57.29      | 3:47.33 | 18               |
| Evgeny Popov Roman Oreshnikov                                       | Duplas masculinas  | 56.56      | 56.50      | 56.98      | 57.29      | 3:47.33 | 18               |
| Victoria Tokovaia Nadejda Orlova                                    | Duplas femininas   | 57.64      | 57.72      | 58.44      | 58.13      | 3:51.93 | 7                |
| Evgeny Popov Sergei Golubev Piotr Makartchuk Dmitry Stepushkin      | Equipes masculinas | 55.87      | 55.57      | 55.16      | 55.33      | 3:41.93 | 9                |
| Alexandre Zoubkov Philippe Egorov Alexei Seliverstov Alexey Voevoda | Equipes masculinas | 55.22      | 55.45      | 54.87      | 55.01      | 3:40.55 | Medalha de prata |

### Combinado nórdico
| Alexsej Barannikov                                            | Velocidade           | 83.5  | 46  | 2:49 | 21:38.2 +3:09.2 | 42  |
| Alexsej Barannikov                                            | Individual Gundersen | 194.0 | 37  | 4:34 | 44:20.3 +3:09.2 | 29  |
| Ivan Fesenko                                                  | Velocidade           | 112.2 | 11  | 0:54 | 20:30.6 +2:01.6 | 33  |
| Ivan Fesenko                                                  | Individual Gundersen | 215.0 | 25  | 3:10 | 44:01.3 +4:16.7 | 28  |
| Sergej Maslennikov                                            | Velocidade           | 99.3  | 32  | 1:46 | 21:42.1 +3:13.1 | 43  |
| Sergej Maslennikov                                            | Individual Gundersen | 251.0 | 5   | 0:46 | 41:30.2 +1:45.6 | 10  |
| Dimitry Matveev                                               | Velocidade           | 106.8 | 20  | 1:16 | 20:37.1 +2:08.1 | 35  |
| Dimitry Matveev                                               | Individual Gundersen | DNS   | DNS | DNS  | DNS             | DNS |
| Ivan Fesenko Anton Kamenev Sergej Maslennikov Dimitry Matveev | Equipes              | 890.1 | 3   | 0:23 | 54:05.1 +4:12.5 | 9   |

### Curling
| Equipe                                                                           | Evento   | Preliminar               | Preliminar | Semifinal         | Final             | Pos.        |
| Equipe                                                                           | Evento   | Adversário Placar        | Pos.       | Adversário Placar | Adversário Placar | Pos.        |
| -------------------------------------------------------------------------------- | -------- | ------------------------ | ---------- | ----------------- | ----------------- | ----------- |
| Ludmila Privivkova Nkeirouka Ezekh Iana Nekrasova Ekaterina Galkina Olga Jarkova | Feminino | JPN Japão V 7-5          | 6º         | Não avançou       | Não avançou       | Não avançou |
| Ludmila Privivkova Nkeirouka Ezekh Iana Nekrasova Ekaterina Galkina Olga Jarkova | Feminino | CAN Canadá D 5-6         | 6º         | Não avançou       | Não avançou       | Não avançou |
| Ludmila Privivkova Nkeirouka Ezekh Iana Nekrasova Ekaterina Galkina Olga Jarkova | Feminino | ITA Itália D 4-6         | 6º         | Não avançou       | Não avançou       | Não avançou |
| Ludmila Privivkova Nkeirouka Ezekh Iana Nekrasova Ekaterina Galkina Olga Jarkova | Feminino | GBR Grã-Bretanha D 4-10  | 6º         | Não avançou       | Não avançou       | Não avançou |
| Ludmila Privivkova Nkeirouka Ezekh Iana Nekrasova Ekaterina Galkina Olga Jarkova | Feminino | USA Estados Unidos V 8-7 | 6º         | Não avançou       | Não avançou       | Não avançou |
| Ludmila Privivkova Nkeirouka Ezekh Iana Nekrasova Ekaterina Galkina Olga Jarkova | Feminino | SUI Suíça D 7-4          | 6º         | Não avançou       | Não avançou       | Não avançou |
| Ludmila Privivkova Nkeirouka Ezekh Iana Nekrasova Ekaterina Galkina Olga Jarkova | Feminino | DEN Dinamarca V 9-7      | 6º         | Não avançou       | Não avançou       | Não avançou |
| Ludmila Privivkova Nkeirouka Ezekh Iana Nekrasova Ekaterina Galkina Olga Jarkova | Feminino | SWE Suécia V 6-4         | 6º         | Não avançou       | Não avançou       | Não avançou |
| Ludmila Privivkova Nkeirouka Ezekh Iana Nekrasova Ekaterina Galkina Olga Jarkova | Feminino | NOR Noruega V 10-8       | 6º         | Não avançou       | Não avançou       | Não avançou |

### Esqui alpino
| Atletas             | Evento                   | Final      | Final      | Final      | Final   | Final |
| Atletas             | Evento                   | 1ª Corrida | 2ª Corrida | 3ª Corrida | Total   | Pos.  |
| ------------------- | ------------------------ | ---------- | ---------- | ---------- | ------- | ----- |
| Olesja Alieva       | Downhill feminino        |            |            |            | 2:02.06 | 33    |
| Olesja Alieva       | Super-G feminino         |            |            |            | 1:37.12 | 42    |
| Olesja Alieva       | Slalom gigante feminino  | DSQ        | DSQ        | DSQ        | DSQ     | DSQ   |
| Pavel Chestakov     | Downhill masculino       |            |            |            | 1:51.93 | 30    |
| Pavel Chestakov     | Super-G masculino        |            |            |            | 1:33.48 | 29    |
| Pavel Chestakov     | Slalom gigante masculino | DNF        | DNF        | DNF        | DNF     | DNF   |
| Pavel Chestakov     | Slalom masculino         | DNS        | DNS        | DNS        | DNS     | DNS   |
| Pavel Chestakov     | Combinado masculino      | 1:51.93    | 49.11      | 47.32      | 3:16.84 | 24    |
| Alexandr Horoshilov | Downhill masculino       |            |            |            | 1:54.70 | 38    |
| Alexandr Horoshilov | Super-G masculino        |            |            |            | 1:35.51 | 41    |
| Alexandr Horoshilov | Slalom masculino         | DNF        | DNF        | DNF        | DNF     | DNF   |
| Alexandr Horoshilov | Combinado masculino      | 1:42.35    | 46.92      | 46.19      | 3:15.46 | 22    |
| Anton Konovalov     | Super-G masculino        |            |            |            | 1:35.72 | 42    |
| Anton Konovalov     | Slalom masculino         | 59.53      | 55.18      |            | 1:54.71 | 29    |
| Anton Konovalov     | Combinado masculino      | 1:45.12    | 56.15      | DNF        | DNF     | DNF   |
| Konstantin Sats     | Downhill masculino       |            |            |            | 1:55.03 | 40    |
| Konstantin Sats     | Super-G masculino        |            |            |            | 1:33.14 | 27    |
| Konstantin Sats     | Slalom gigante masculino | DNF        | DNF        | DNF        | DNF     | DNF   |
| Konstantin Sats     | Combinado masculino      | 1:41.02    | DNS        | DNS        | DNS     | DNS   |
| Dmitrij Ulianov     | Slalom gigante masculino | DNF        | DNF        | DNF        | DNF     | DNF   |
| Dmitrij Ulianov     | Slalom masculino         | DNF        | DNF        | DNF        | DNF     | DNF   |

### Esqui cross-country
| Atleta                                                                                 | Evento                           | Preliminares | Preliminares | Quartas     | Quartas     | Semifinal   | Semifinal   | Final       | Final             |
| Atleta                                                                                 | Evento                           | Total        | Pos.         | Total       | Pos.        | Total       | Pos.        | Total       | Pos.              |
| -------------------------------------------------------------------------------------- | -------------------------------- | ------------ | ------------ | ----------- | ----------- | ----------- | ----------- | ----------- | ----------------- |
| Ivan Alypov                                                                            | Velocidade individual masculino  | 2:20.21      | 27 Q         | 2:24.7      | 6           | Não avançou | Não avançou | Não avançou | 28                |
| Ivan Arteev                                                                            | Clássico masculino               |              |              |             |             |             |             | 40:49.1     | 34                |
| Ivan Arteev                                                                            | Perseguição combinada masculina  |              |              |             |             |             |             | 1:22:36.2   | 51                |
| Ivan Babikov                                                                           | Clássico masculino               |              |              |             |             |             |             | 39:59.5     | 22                |
| Ivan Babikov                                                                           | Perseguição combinada masculina  |              |              |             |             |             |             | 1:17:17.2   | 13                |
| Ivan Babikov                                                                           | Largada coletiva masculina       |              |              |             |             |             |             | 2:08:07.9   | 38                |
| Natalia Baranova-Masolkina                                                             | Clássico feminino                |              |              |             |             |             |             | 29:30.9     | 16                |
| Elena Burukhina                                                                        | Perseguição combinada feminina   |              |              |             |             |             |             | 46:42.9     | 37                |
| Eugeni Dementiev                                                                       | Perseguição combinada masculina  |              |              |             |             |             |             | 1:17:00.8   | Medalha de ouro   |
| Eugeni Dementiev                                                                       | Largada coletiva masculina       |              |              |             |             |             |             | 2:06:12.6   | Medalha de prata  |
| Pavel Korostelev                                                                       | Velocidade individual masculino  | 2:21.00      | 34           | Não avançou | Não avançou | Não avançou | Não avançou | Não avançou | 34                |
| Larisa Kurkina                                                                         | Clássico feminino                |              |              |             |             |             |             | 29:36.8     | 19                |
| Alexander Legkov                                                                       | Perseguição combinada masculina  |              |              |             |             |             |             | 1:20:28.2   | 37                |
| Alexander Legkov                                                                       | Largada coletiva masculina       |              |              |             |             |             |             | 2:06:39.7   | 20                |
| Natalia Matveeva                                                                       | Velocidade individual feminino   | 2:17.73      | 34           | 2:31.4      | 6           | Não avançou | Não avançou | Não avançou | 30                |
| Evgenia Medvedeva-Arbuzova                                                             | Perseguição combinada feminina   |              |              |             |             |             |             | 43:03.2     | Medalha de bronze |
| Evgenia Medvedeva-Arbuzova                                                             | Largada coletiva feminina        |              |              |             |             |             |             | 1:26:28.1   | 21                |
| Olga Moskalenko-Rotcheva                                                               | Largada coletiva feminina        |              |              |             |             |             |             | 1:25:45.0   | 18                |
| Olga Moskalenko-Rotcheva                                                               | Velocidade individual feminino   | 2:16.43      | 20 Q         | 2:18.4      | 3           | Não avançou | Não avançou | Não avançou | 14                |
| Sergey Novikov                                                                         | Clássico masculino               |              |              |             |             |             |             | 39:15.0     | 8                 |
| Sergey Novikov                                                                         | Velocidade individual masculino  | 2:20.29      | 28 Q         | 2:24.7      | 6           | Não avançou | Não avançou | Não avançou | 28                |
| Nikolai Pankratov                                                                      | Largada coletiva masculina       |              |              |             |             |             |             | 2:06:33.9   | 18                |
| Vassili Rotchev                                                                        | Clássico masculino               |              |              |             |             |             |             | 38:24.4     | 4                 |
| Vassili Rotchev                                                                        | Velocidade individual masculino  | 2:16.19      | 4 Q          | 2:22.0      | 3           | Não avançou | Não avançou | Não avançou | 11                |
| Olga Savialova                                                                         | Clássico feminino                |              |              |             |             |             |             | 29:57.6     | 24                |
| Olga Savialova                                                                         | Perseguição combinada feminina   |              |              |             |             |             |             | 43:23.72    | 7                 |
| Olga Savialova                                                                         | Largada coletiva feminina        |              |              |             |             |             |             | 1:23:28.5   | 9                 |
| Alena Sidko                                                                            | Velocidade individual feminino   | 2:14.54      | 5 Q          | 2:17.7      | 1 Q         | 2:15.1      | 2 Q         | 2:13.2      | Medalha de bronze |
| Julija Tchepalova                                                                      | Clássico feminino                |              |              |             |             |             |             | 30:04.7     | 26                |
| Julija Tchepalova                                                                      | Perseguição combinada feminina   |              |              |             |             |             |             | 43:39.5     | 9                 |
| Julija Tchepalova                                                                      | Largada coletiva feminina        |              |              |             |             |             |             | 1:22:26.8   | Medalha de prata  |
| Julija Tchepalova                                                                      | Velocidade individual feminino   | 2:16.90      | 22 Q         | 2:16.6      | 6           | Não avançou | Não avançou | Não avançou | 27                |
| Ivan Alypov Vassili Rotchev                                                            | Velocidade por equipes masculino |              |              |             |             | 17:22.2     | 2 Q         | 17:05.2     | Medalha de bronze |
| Olga Moskalenko-Rotcheva Alena Sidko                                                   | Velocidade por equipes feminino  |              |              |             |             | 17:32.1     | 2 Q         | 17:08.5     | 6                 |
| Sergey Novikov Vassili Rotchev Ivan Alypov Eugeni Dementiev                            | Revezamento masculino            |              |              |             |             |             |             | 1:45:09.9   | 6                 |
| Natalia Baranova-Masolkina Larisa Kurkina Julija Tchepalova Evgenia Medvedeva-Arbuzova | Revezamento feminino             |              |              |             |             |             |             | 54:47.7     | Medalha de ouro   |

### Esqui estilo livre
| Atleta              | Evento            | Preliminar | Preliminar | Final       | Final             |
| Atleta              | Evento            | Pontos     | Pos.       | Pontos      | Pos.              |
| ------------------- | ----------------- | ---------- | ---------- | ----------- | ----------------- |
| Dmitry Arkhipov     | Aerials masculino | DNS        | DNS        | Não avançou | Não avançou       |
| Evgeniy Brailovskiy | Aerials masculino | 222.28     | 12 Q       | 223.61      | 9                 |
| Marina Cherkasova   | Moguls feminino   | 21.82      | 19 Q       | 22.05       | 16                |
| Ljudmila Dymchenko  | Moguls feminino   | 21.42      | 21         | Não avançou | 21                |
| Vitaly Glushchenko  | Moguls masculino  | 12.75      | 35         | Não avançou | 35                |
| Olga Koroleva       | Aerials feminino  | 148.40     | 17         | Não avançou | 17                |
| Vladimir Lebedev    | Aerials masculino | 241.48     | 5 Q        | 246.79      | Medalha de bronze |
| Dmitry Marushchak   | Aerials masculino | DNS        | DNS        | Não avançou | Não avançou       |
| Daria Serova        | Moguls feminino   | 23.49      | 10 Q       | 22.44       | 13                |
| Ruslan Sharifullin  | Moguls masculino  | 21.24      | 27         | Não avançou | 27                |
| Alexandr Smyshlyaev | Moguls masculino  | 22.18      | 20 Q       | 23.22       | 13                |
| Artem Valinteev     | Moguls masculino  | 21.51      | 25         | Não avançou | 25                |
| Anna Zukal          | Aerials feminino  | 172.24     | 6 Q        | 152.04      | 9                 |

### Hóquei no gelo
| Equipe | Evento    | Fase de grupos           | Fase de grupos | Quartas           | Semifinal                      | Final                                        | Pos. |
| Equipe | Evento    | Adversário Placar        | Pos.           | Adversário Placar | Adversário Placar              | Adversário Placar                            | Pos. |
| --- | --------- | ------------------------ | -------------- | ----------------- | ------------------------------ | -------------------------------------------- | ---- |
| Nadezhda Aleksandrova Maria Barykina Tatiana Burina Elena Byalkovskaya Irina Gashennikova Iya Gavrilova Yulia Gladysheva Alexandra Kapustina Alena Khomich Larisa Mishina Ekaterina Pashkevich Olga Permyakova Kristina Petrovskaya Zhanna Schelchkova Galina Skiba Ekaterina Smolentseva Ekaterina Smolina Tatiana Sotnikova Svetlana Trefilova Oxana Tretiyakova Alexander Kharitonov Alexander Korolyuk Maxim Sushinsky Andrei Taratukhin Ivan Neprayev | Feminino  | SWE Suécia D 1-3         | 3º (Gr. A)     |                   | Disputa 5º-8º: SUI Suíça V 6-2 | Disputa 5º-6º: GER Alemanha D 4-1            | 6º   |
| Nadezhda Aleksandrova Maria Barykina Tatiana Burina Elena Byalkovskaya Irina Gashennikova Iya Gavrilova Yulia Gladysheva Alexandra Kapustina Alena Khomich Larisa Mishina Ekaterina Pashkevich Olga Permyakova Kristina Petrovskaya Zhanna Schelchkova Galina Skiba Ekaterina Smolentseva Ekaterina Smolina Tatiana Sotnikova Svetlana Trefilova Oxana Tretiyakova Alexander Kharitonov Alexander Korolyuk Maxim Sushinsky Andrei Taratukhin Ivan Neprayev | Feminino  | CAN Canadá D 0-12        | 3º (Gr. A)     |                   | Disputa 5º-8º: SUI Suíça V 6-2 | Disputa 5º-6º: GER Alemanha D 4-1            | 6º   |
| Nadezhda Aleksandrova Maria Barykina Tatiana Burina Elena Byalkovskaya Irina Gashennikova Iya Gavrilova Yulia Gladysheva Alexandra Kapustina Alena Khomich Larisa Mishina Ekaterina Pashkevich Olga Permyakova Kristina Petrovskaya Zhanna Schelchkova Galina Skiba Ekaterina Smolentseva Ekaterina Smolina Tatiana Sotnikova Svetlana Trefilova Oxana Tretiyakova Alexander Kharitonov Alexander Korolyuk Maxim Sushinsky Andrei Taratukhin Ivan Neprayev | Feminino  | ITA Itália V 5-1         | 3º (Gr. A)     |                   | Disputa 5º-8º: SUI Suíça V 6-2 | Disputa 5º-6º: GER Alemanha D 4-1            | 6º   |
| Maxim Sokolov Evgeni Nabokov Ilya Bryzgalov Andrei Markov Vitali Vishnevski Darius Kasparaitis Fedor Tyutin Daniil Markov Anton Volchenkov Sergei Gonchar Sergei Zhukov Ilya Kovalchuk Pavel Datsyuk Alexei Kovalev Alexander Ovechkin Alexei Yashin Viktor Kozlov Alexander Frolov Evgeni Malkin Maxim Afinogenov Alexander Kharitonov Alexander Korolyuk Maxim Sushinsky Andrei Taratukhin Ivan Neprayev                                                 | Masculino | SVK Eslováquia D 3-5     | 2º (Gr. B)     | CAN Canadá V 2-0  | FIN Finlândia D 0-4            | Disputa do bronze: CZE República Checa D 0-3 | 4º   |
| Maxim Sokolov Evgeni Nabokov Ilya Bryzgalov Andrei Markov Vitali Vishnevski Darius Kasparaitis Fedor Tyutin Daniil Markov Anton Volchenkov Sergei Gonchar Sergei Zhukov Ilya Kovalchuk Pavel Datsyuk Alexei Kovalev Alexander Ovechkin Alexei Yashin Viktor Kozlov Alexander Frolov Evgeni Malkin Maxim Afinogenov Alexander Kharitonov Alexander Korolyuk Maxim Sushinsky Andrei Taratukhin Ivan Neprayev                                                 | Masculino | SWE Suécia V 5-0         | 2º (Gr. B)     | CAN Canadá V 2-0  | FIN Finlândia D 0-4            | Disputa do bronze: CZE República Checa D 0-3 | 4º   |
| Maxim Sokolov Evgeni Nabokov Ilya Bryzgalov Andrei Markov Vitali Vishnevski Darius Kasparaitis Fedor Tyutin Daniil Markov Anton Volchenkov Sergei Gonchar Sergei Zhukov Ilya Kovalchuk Pavel Datsyuk Alexei Kovalev Alexander Ovechkin Alexei Yashin Viktor Kozlov Alexander Frolov Evgeni Malkin Maxim Afinogenov Alexander Kharitonov Alexander Korolyuk Maxim Sushinsky Andrei Taratukhin Ivan Neprayev                                                 | Masculino | KAZ Cazaquistão V 1-0    | 2º (Gr. B)     | CAN Canadá V 2-0  | FIN Finlândia D 0-4            | Disputa do bronze: CZE República Checa D 0-3 | 4º   |
| Maxim Sokolov Evgeni Nabokov Ilya Bryzgalov Andrei Markov Vitali Vishnevski Darius Kasparaitis Fedor Tyutin Daniil Markov Anton Volchenkov Sergei Gonchar Sergei Zhukov Ilya Kovalchuk Pavel Datsyuk Alexei Kovalev Alexander Ovechkin Alexei Yashin Viktor Kozlov Alexander Frolov Evgeni Malkin Maxim Afinogenov Alexander Kharitonov Alexander Korolyuk Maxim Sushinsky Andrei Taratukhin Ivan Neprayev                                                 | Masculino | LAT Letônia V 9-2        | 2º (Gr. B)     | CAN Canadá V 2-0  | FIN Finlândia D 0-4            | Disputa do bronze: CZE República Checa D 0-3 | 4º   |
| Maxim Sokolov Evgeni Nabokov Ilya Bryzgalov Andrei Markov Vitali Vishnevski Darius Kasparaitis Fedor Tyutin Daniil Markov Anton Volchenkov Sergei Gonchar Sergei Zhukov Ilya Kovalchuk Pavel Datsyuk Alexei Kovalev Alexander Ovechkin Alexei Yashin Viktor Kozlov Alexander Frolov Evgeni Malkin Maxim Afinogenov Alexander Kharitonov Alexander Korolyuk Maxim Sushinsky Andrei Taratukhin Ivan Neprayev                                                 | Masculino | USA Estados Unidos V 5-4 | 2º (Gr. B)     | CAN Canadá V 2-0  | FIN Finlândia D 0-4            | Disputa do bronze: CZE República Checa D 0-3 | 4º   |

### Luge
| Atleta                           | Evento               | Final      | Final      | Final      | Final      | Final    | Final |
| Atleta                           | Evento               | 1ª corrida | 2ª corrida | 3ª corrida | 4ª corrida | Total    | Pos.  |
| -------------------------------- | -------------------- | ---------- | ---------- | ---------- | ---------- | -------- | ----- |
| Julia Anashkina                  | Individual feminino  | 47.952     | 48.190     | 48.059     | 48.208     | 3:12.409 | 16    |
| Albert Demtschenko               | Individual masculino | 51.747     | 51.543     | 51.396     | 51.512     | 3:26.198 |       |
| Viktor Kneib                     | Individual masculino | 52.050     | 52.150     | 51.981     | 51.884     | 3:28.065 | 11    |
| Alexandra Rodionova              | Individual feminino  | 48.165     | 47.935     | 48.186     | 47.881     | 3:12.167 | 14    |
| Kiril Serikov                    | Individual masculino | 54.164     | 52.468     | 52.473     | 52.790     | 3:31.895 | 24    |
| Anastasija Skulkina              | Individual feminino  | 49.174     | 48.089     | 50.033     | 48.072     | 3:15.368 | 21    |
| Vladimir Boitsov Dmitriy Khamkin | Duplas               | DNF        | DNF        |            |            | DNF      | DNF   |
| Mihail Kuzmitch Jury Veselov     | Duplas               | 47.556     | 48.094     |            |            | 1:35.650 | 11    |

### Patinação artística
| Atleta                           | Evento               | Programa curto | Programa curto | Programa longo | Programa longo | Total  | Total             |
| Atleta                           | Evento               | Pontos         | Pos.           | Pontos         | Pos.           | Pontos | Pos.              |
| -------------------------------- | -------------------- | -------------- | -------------- | -------------- | -------------- | ------ | ----------------- |
| Ilia Klimkin                     | Individual masculino | 61.61          | 18 Q           | 130.19         | 10             | 191.80 | 11                |
| Evgeni Plushenko                 | Individual masculino | 90.66          | 1 Q            | 167.67         | 1              | 258.33 | Medalha de ouro   |
| Irina Slutskaya                  | Individual feminino  | 66.70          | 2 Q            | 114.74         | 3              | 181.44 | Medalha de bronze |
| Elena Sokolova                   | Individual feminino  | 46.69          | 18 Q           | 95.66          | 14             | 142.35 | 14                |
| Julia Obertas Sergei Slavnov     | Duplas               | 60.25          | 8              | 106.29         | 9              | 166.54 | 8                 |
| Maria Petrova Alexei Tikhonov    | Duplas               | 64.27          | 3              | 117.42         | 6              | 181.69 | 5                 |
| Tatiana Totmianina Maxim Marinin | Duplas               | 68.64          | 1              | 135.84         | 1              | 204.48 | Medalha de ouro   |

| Atleta                         | Evento        | Dança obrigatória | Dança obrigatória | Dança original | Dança original | Dança livre | Dança livre | Total  | Total           |
| Atleta                         | Evento        | Pontos            | Pos.              | Pontos         | Pos.           | Pontos      | Pos.        | Pontos | Pos.            |
| ------------------------------ | ------------- | ----------------- | ----------------- | -------------- | -------------- | ----------- | ----------- | ------ | --------------- |
| Oksana Domnina Maxim Shabalin  | Dança no gelo | 33.37             | 9                 | 52.36          | 9              | 88.03       | 9           | 173.76 | 9               |
| Jana Khokhlova Sergei Novitski | Dança no gelo | 30.90             | 14                | 47.15          | 13             | 86.43       | 11          | 164.48 | 12              |
| Tatiana Navka Roman Kostomarov | Dança no gelo | 38.20             | 2                 | 61.07          | 1              | 101.37      | 1           | 200.64 | Medalha de ouro |

### Patinação de velocidade
Individual
| Atleta               | Evento            | 1ª corrida | 1ª corrida | 2ª corrida | 2ª corrida | Final    | Final            |
| Atleta               | Evento            | Tempo      | Pos.       | Tempo      | Pos.       | Tempo    | Pos.             |
| -------------------- | ----------------- | ---------- | ---------- | ---------- | ---------- | -------- | ---------------- |
| Yekaterina Abramova  | 1000 m feminino   |            |            |            |            | 1:17.33  | 9                |
| Yekaterina Abramova  | 1500 m feminino   |            |            |            |            | 2:01.63  | 21               |
| Varvara Barysheva    | 1000 m feminino   |            |            |            |            | 1:17.52  | 11               |
| Varvara Barysheva    | 1500 m feminino   |            |            |            |            | 2:01.60  | 20               |
| Artyom Detyshev      | 5000 m masculino  |            |            |            |            | 6:32.85  | 15               |
| Artyom Detyshev      | 10000 m masculino | DSQ        | DSQ        | DSQ        | DSQ        | DSQ      | DSQ              |
| Dmitry Dorofeyev     | 500 m masculino   | 35.24      | 2          | 35.17      | 3          | 1:10.41  | Medalha de prata |
| Dmitry Dorofeyev     | 1000 m masculino  |            |            |            |            | 1:09.74  | 10               |
| Aleksandr Kibalko    | 1000 m masculino  |            |            |            |            | 1:10.50  | 21               |
| Aleksandr Kibalko    | 1500 m masculino  |            |            |            |            | 1:50.29  | 32               |
| Yury Kokhanets       | 5000 m masculino  |            |            |            |            | 6:34.62  | 17               |
| Sergey Kornilov      | 500 m masculino   | 36.00      | 24         | 36.24      | 32         | 1:12.24  | 27               |
| Yevgeny Lalenkov     | 1000 m masculino  |            |            |            |            | 1:09.46  | 7                |
| Yevgeny Lalenkov     | 1500 m masculino  |            |            |            |            | 1:49.00  | 23               |
| Dmitry Lobkov        | 500 m masculino   | 35.55      | 8          | 35.62      | 13         | 1:11.17  | 14               |
| Yekaterina Lobysheva | 1000 m feminino   |            |            |            |            | 1:17.52  | 11               |
| Yekaterina Lobysheva | 1500 m feminino   |            |            |            |            | 1:58.87  | 6                |
| Yulia Nemaya         | 500 m feminino    | 39.63      | 19         | 1:12.76    | 29         | 1:52.39  | 29               |
| Alexey Proshin       | 500 m masculino   | 35.96      | 23         | 35.94      | 26         | 1:11.90  | 24               |
| Alexey Proshin       | 1000 m masculino  |            |            |            |            | 1:10.14  | 15               |
| Dmitry Shepel        | 1500 m masculino  |            |            |            |            | 1:48.74  | 21               |
| Ivan Skobrev         | 1500 m masculino  |            |            |            |            | 1:46.91  | 6                |
| Ivan Skobrev         | 5000 m masculino  |            |            |            |            | 6:27.02  | 11               |
| Ivan Skobrev         | 10000 m masculino |            |            |            |            | 13:17.54 | 6                |
| Svetlana Vysokova    | 3000 m feminino   |            |            |            |            | 4:13.94  | 18               |
| Valentina Yakshina   | 1500 m feminino   |            |            |            |            | 2:02.15  | 25               |
| Valentina Yakshina   | 3000 m feminino   |            |            |            |            | 4:19.43  | 24               |
| Svetlana Zhurova     | 500 m feminino    | 38.23      | 1          | 38.34      | 2          | 1:16.57  | Medalha de ouro  |
| Svetlana Zhurova     | 1000 m feminino   |            |            |            |            | 1:17.13  | 7                |

Perseguição por equipes
| Atleta                                                                                         | Evento                            | Preliminar | Preliminar | Quartas                              | Semifinal                  | Final                                                | Final             |
| Atleta                                                                                         | Evento                            | Tempo      | Pos.       | Adversário Tempo                     | Adversário Tempo           | Adversário Tempo                                     | Pos.              |
| ---------------------------------------------------------------------------------------------- | --------------------------------- | ---------- | ---------- | ------------------------------------ | -------------------------- | ---------------------------------------------------- | ----------------- |
| Artyom Detyshev Aleksandr Kibalko Yevgeny Lalenkov Dmitry Shepel Ivan Skobrev                  | Perseguição por equipes masculino | 3:49.75    | 6          | NED Países Baixos (3) D Ultrapassado | Não avançou                | Disputa de 5º lugar USA Estados Unidos (7) V 3:46.91 | 5                 |
| Yekaterina Abramova Varvara Barysheva Galina Likhachova Yekaterina Lobysheva Svetlana Vysokova | Perseguição por equipes feminino  | 3:03.19    | 1          | CHN China (8) V Ultrapassou          | GER Alemanha (5) D 3:07.42 | Bronze final JPN Japão (7) V Ultrapassou             | Medalha de bronze |

### Patinação de velocidade em pista curta
| Atleta               | Evento           | Preliminar | Preliminar | Quartas     | Quartas     | Semifinal   | Semifinal   | Final       | Final |
| Atleta               | Evento           | Tempo      | Pos.       | Tempo       | Pos.        | Tempo       | Pos.        | Tempo       | Pos.  |
| -------------------- | ---------------- | ---------- | ---------- | ----------- | ----------- | ----------- | ----------- | ----------- | ----- |
| Tatiana Borodulina   | 1000 m feminino  | 1:34.988   | 2 Q        | DSQ         | DSQ         | DSQ         | DSQ         | DSQ         | DSQ   |
| Tatiana Borodulina   | 1500 m feminino  | 2:27.757   | 3 Q        |             |             | 2:45.897    | 5           | DSQ         | DSQ   |
| Vyacheslav Kurginyan | 500 m masculino  | 43.183     | 3          | Não avançou | Não avançou | Não avançou | Não avançou | Não avançou | 14    |
| Vyacheslav Kurginyan | 1000 m masculino | 1:36.070   | 3          | Não avançou | Não avançou | Não avançou | Não avançou | Não avançou | 18    |
| Vyacheslav Kurginyan | 1500 m masculino | 2:33.802   | 3 Q        |             |             | 2:24.604    | 6           | Não avançou | 15    |
| Mikhail Rajine       | 500 m masculino  | 44.077     | 3          | Não avançou | Não avançou | Não avançou | Não avançou | Não avançou | 18    |
| Mikhail Rajine       | 1000 m masculino | 1:42.677   | 3 Q        | 1:32.432    | 4           | Não avançou | Não avançou | Não avançou | 13    |
| Mikhail Rajine       | 1500 m masculino | 2:33.809   | 5          | Não avançou | Não avançou | Não avançou | Não avançou | Não avançou | 23    |

### Salto de esqui
| Atleta                                                         | Evento                  | Preliminar | Preliminar | 1ª rodada | 1ª rodada | Final       | Final       | Final |
| Atleta                                                         | Evento                  | Pontos     | Pos.       | Pontos    | Pos.      | Pontos      | Total       | Pos.  |
| -------------------------------------------------------------- | ----------------------- | ---------- | ---------- | --------- | --------- | ----------- | ----------- | ----- |
| Ildar Fatchullin                                               | Pista normal individual | 119.0      | 13 Q       | 102.5     | 44        | Não avançou | Não avançou | 44    |
| Ildar Fatchullin                                               | Pista longa individual  | 85.4       | 23 Q       | 82.6      | 41        | Não avançou | Não avançou | 41    |
| Dmitry Ipatov                                                  | Pista normal individual | 129.0      | 2 Q        | 121.5     | 19 Q      | 121.0       | 242.5       | 19    |
| Dmitry Ipatov                                                  | Pista longa individual  | 98.1       | 9 Q        | 99.9      | 22 Q      | 97.2        | 197.1       | 27    |
| Denis Kornilov                                                 | Pista normal individual | 117.0      | 16 Q       | 110.0     | 34        | Não avançou | Não avançou | 34    |
| Denis Kornilov                                                 | Pista longa individual  | 95.9       | 11 Q       | 94.0      | 33        | Não avançou | Não avançou | 33    |
| Dmitry Vassiliev                                               | Pista normal individual | 128.5      | 3 Q        | 135.0     | 1 Q       | 123.5       | 258.5       | 10    |
| Dmitry Vassiliev                                               | Pista longa individual  | 111.3      | 5 Q        | 99.4      | 24 Q      | 114.8       | 214.2       | 17    |
| Ildar Fatchullin Dmitry Ipatov Denis Kornilov Dmitry Vassiliev | Pista longa por equipes |            |            | 425.0     | 7 Q       | 431.8       | 856.8       | 8     |

### Skeleton
| Atleta              | Evento    | Final      | Final      | Final   | Final |
| Atleta              | Evento    | 1ª corrida | 2ª corrida | Total   | Pos.  |
| ------------------- | --------- | ---------- | ---------- | ------- | ----- |
| Alexander Tretiakov | Masculino | 59.71      | 59.32      | 1:59.03 | 15    |
| Svetlana Trunova    | Feminino  | 1:01.23    | 1:01.83    | 2:03.06 | 11    |

### Snowboard
Halfpipe
| Atleta               | Evento             | Preliminar | Preliminar | Preliminar | Preliminar | Final       | Final       | Final |
| Atleta               | Evento             | Pontos     | Pos.       | Pontos     | Pos.       | 1ª corrida  | 2ª corrida  | Pos.  |
| -------------------- | ------------------ | ---------- | ---------- | ---------- | ---------- | ----------- | ----------- | ----- |
| Iouri Podladtchikov  | Halfpipe masculino | 1.0        | 44         | 13.6       | 31         | Não avançou | Não avançou | 37    |
| Maria Prusakova      | Halfpipe feminino  | 8.5        | 30         | 8.2        | 26         | Não avançou | Não avançou | 32    |
| Svetlana Vinogradova | Halfpipe feminino  | 6.9        | 33         | 13.8       | 23         | Não avançou | Não avançou | 29    |

Slalom gigante paralelo
| Atleta                 | Evento                            | Preliminar | Preliminar | Oitavas                      | Quartas                  | Semifinal                                     | Final                                       | Final |
| Atleta                 | Evento                            | Pontos     | Pos.       | Adversário Tempo             | Adversário Tempo         | Adversário Tempo                              | Adversário Tempo                            | Pos.  |
| ---------------------- | --------------------------------- | ---------- | ---------- | ---------------------------- | ------------------------ | --------------------------------------------- | ------------------------------------------- | ----- |
| Alexandr Belkin        | Slalom gigante paralelo masculino | 1:14.04    | 25         | Não avançou                  | Não avançou              | Não avançou                                   | Não avançou                                 | 25    |
| Svetlana Boldikova     | Slalom gigante paralelo feminino  | 1:21.32    | 4 Q        | ITA Dal Balcon (13) V -18.13 | GER Kober (5) D +0.07    | Disputa de 5º-8º RUS Tudigescheva (1) D +3.69 | Disputa de 7º-8º SUI Bruhin (7) D +1.74     | 8     |
| Olga Golovanova        | Slalom gigante paralelo feminino  | 1:23.59    | 21         | Não avançou                  | Não avançou              | Não avançou                                   | Não avançou                                 | 21    |
| Denis Salagaev         | Slalom gigante paralelo masculino | 1:12.32    | 18         | Não avançou                  | Não avançou              | Não avançou                                   | Não avançou                                 | 18    |
| Ekaterina Tudigescheva | Slalom gigante paralelo feminino  | 1:20.85    | 1 Q        | SWE Hagglof (16) V -1.13     | AUT Guenther (8) D +0.66 | Disputa de 5º-8º RUS Boldikova (4) V -3.69    | Disputa de 5º-6º SUI Pomagalski (7) V -1.04 | 5     |

Legenda
| Recorde mundial      | Recorde mundial (World record)               |                       | Recorde africano                      | Recorde africano (African) |                                           | Q | Classificado por posição (Qualified) |
| Recorde olímpico     | Recorde olímpico (Olympic record)            | Recorde da América    | Recorde da América (Americas)         | q                          | Classificado por melhor tempo (Qualified) |   |                                      |
| Melhor marca do ano  | Melhor marca do ano (World leading)          | Recorde asiático      | Recorde asiático (Asian)              | DNS                        | Não largou (Did not start)                |   |                                      |
| Recorde nacional     | Recorde nacional (National record)           | Recorde europeu       | Recorde europeu (European)            | DNF                        | Não terminou (Did not finish)             |   |                                      |
| Recorde pessoal      | Recorde pessoal do atleta (Personal best)    | Recorde da Oceania    | Recorde da Oceania (Oceania)          | DSQ / DQ                   | Desclassificado (Disqualified)            |   |                                      |
| Recorde da temporada | Recorde da temporada do atleta (Season best) | Recorde sul-americano | Recorde sul-americano (South America) | NM                         | Sem marca (No mark)                       |   |                                      |